# 農業講習所
農業講習所是臺灣日治時期的原住民教育設施之一，其目的是當局為了加強原住民的農業生產，自1931年陸續設立，全臺灣共有8處。

## 介紹
臺灣在1930年發生霧社事件後，臺灣總督府因此進一步推行理蕃政策，想改變臺灣族原本的輪耕農業，且加強實施集團移住以便掌控臺灣族。為了配合山地農耕化的需要，以及培養蕃社中的農業指導人才，當局在1931年於花蓮港廳設立了「富世岡農業講習所」，是首個農業講習所，就業年限為一年，以教授新式農作方法。由於其成效不錯，之後陸續在各州廳皆設立農業講習所，並可以提供蕃童教育所畢業生於之後的繼續就學。以富世岡農業講習所為例，學生的食宿皆由公費支出，教學以水田、旱田等耕作及農業、飼畜、林業為主，並以自給自足經營為目標。
| 名稱                         | 位置           | 設立日期      | 在校生數 | 畢業生數 | 備註                       |
| ---------------------------- | -------------- | ------------- | -------- | -------- | -------------------------- |
| 南澳農業講習所               | 臺北州蘇澳郡   | 1935年4月8日  | 40人     | 156人    | 位於今宜蘭縣南澳鄉         |
| 尖石農業講習所               | 新竹州竹東郡   | 1934年4月10日 | 20人     | 173人    | 位於今新竹縣尖石鄉嘉樂村   |
| 霧社農業講習所               | 臺中州能高郡   | 1935年4月1日  | 25人     | 183人    | 今仁愛高農                 |
| ララウヤ(樂野)農業講習所     | 臺南州嘉義郡   | 1936年4月25日 | 15人     | 70人     | 位於今嘉義縣阿里山鄉樂野村 |
| サモハイ(埔羌溪)農業講習所   | 高雄州屏東郡   | 1934年3月25日 | 30人     | 226人    | 今內埔農工                 |
| ハイトトワン(海端)農業講習所 | 臺東廳關山郡   | 1936年5月22日 | 30人     | 166人    | 位於今臺東縣海端鄉海端村   |
| 大武農業講習所               | 臺東廳臺東郡   | 1941年2月12日 | 29人     | 47人     | 位於今臺東縣大武鄉大武村   |
| ブセガン(富世岡)農業講習所   | 花蓮港廳花蓮郡 | 1931年4月1日  | 30人     | 309人    | 位於今太魯閣峽谷入口附近   |